# قلين
قَلِّين، مدينة تقع في أقصى شمال مصر، وتتبع محافظة كفر الشيخ إدراياً، والمدينة عاصمة مركز قلين.

## التاريخ
مدينة قلين من النواحي القديمة، حيث وردت باسم «قلين» في أعمال الغربية ضمن قرى الروك الصلاحي التي أحصاها ابن مماتي في كتاب قوانين الدواوين، كما وردت باسم «قلين» في أعمال الغربية ضمن قرى الروك الناصري التي أحصاها ابن الجيعان في كتاب «التحفة السنية بأسماء البلاد المصرية». وفي العصر العثماني وردت باسم «قلين» في التربيع العثماني الذي أجراه الوالي العثماني سليمان باشا الخادم في عصر السلطان العثماني سليمان القانوني ضمن قرى ولاية الغربية، وفي تاريخ 1228هـ/1813م الذي عدّ قرى مصر بعد المسح الذي قام به محمد علي باشا باسم «قلين» ضمن قرى مديرية الغربية.

## الموقع
تقع مدينة قلين في الجنوب الغربي من محافظة كفر الشيخ. يحدها من الشمال والشرق مركز كفر الشيخ ومن الشمال والغرب مركز دسوق ومن الجنوب محافظة الغربية.

## السكان
حسب التعداد السكاني لعام 2006، بلغ إجمالي سكان مدينة قلين 36,710 نسمة، منهم 18,166 ذكر و18,544 أنثى.

## مركز قلين
مدينة قلين عاصمة المركز. ويضم المركز 5 قرى رئيسية و21 قرية تابعة و90 عزبة وكفر ونجع.
القرى الرئيسية وتوابعها:
- ميت الديبة: (الشقة، طويلة نشرت، كفر يوسف داود، المنشأة الصغرى، نشرت)
- البكاتوش: (منية قلين، منشأة الشاذلي، كفر الجزائر، المنشلين)
- قونة: (بلنكومة، صروة، منشأة شبراطو)
- كفرالمرازقة: (كفر المشايخ، الكفر البحري، المنشأة الكبرى)
- شباس عمير: (حصة الغنيمي، الغنيمي، الكردي، قزمان، منشية عجلان)

## معرض الصور

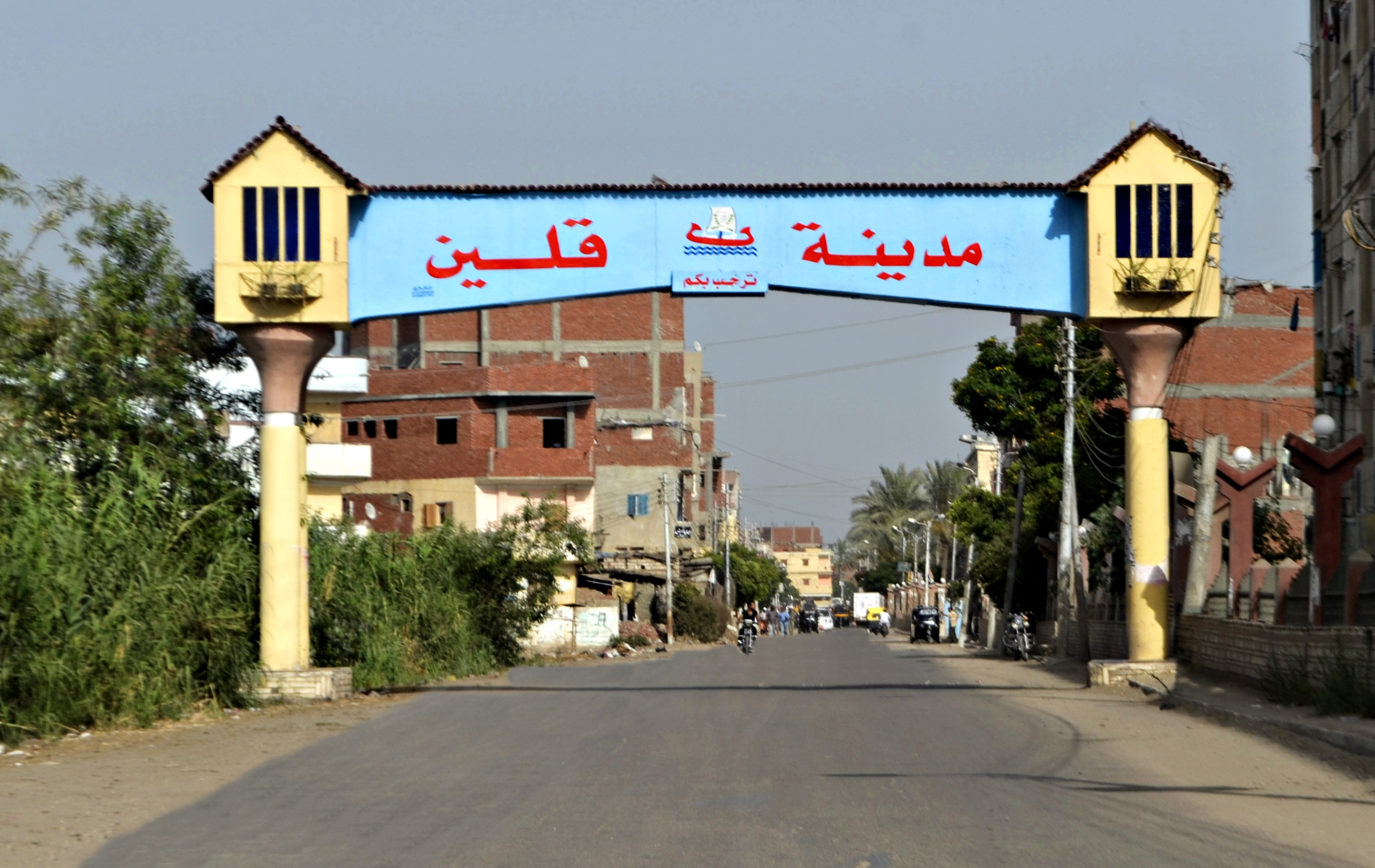
بوابة المدينة على طريق دسوق.
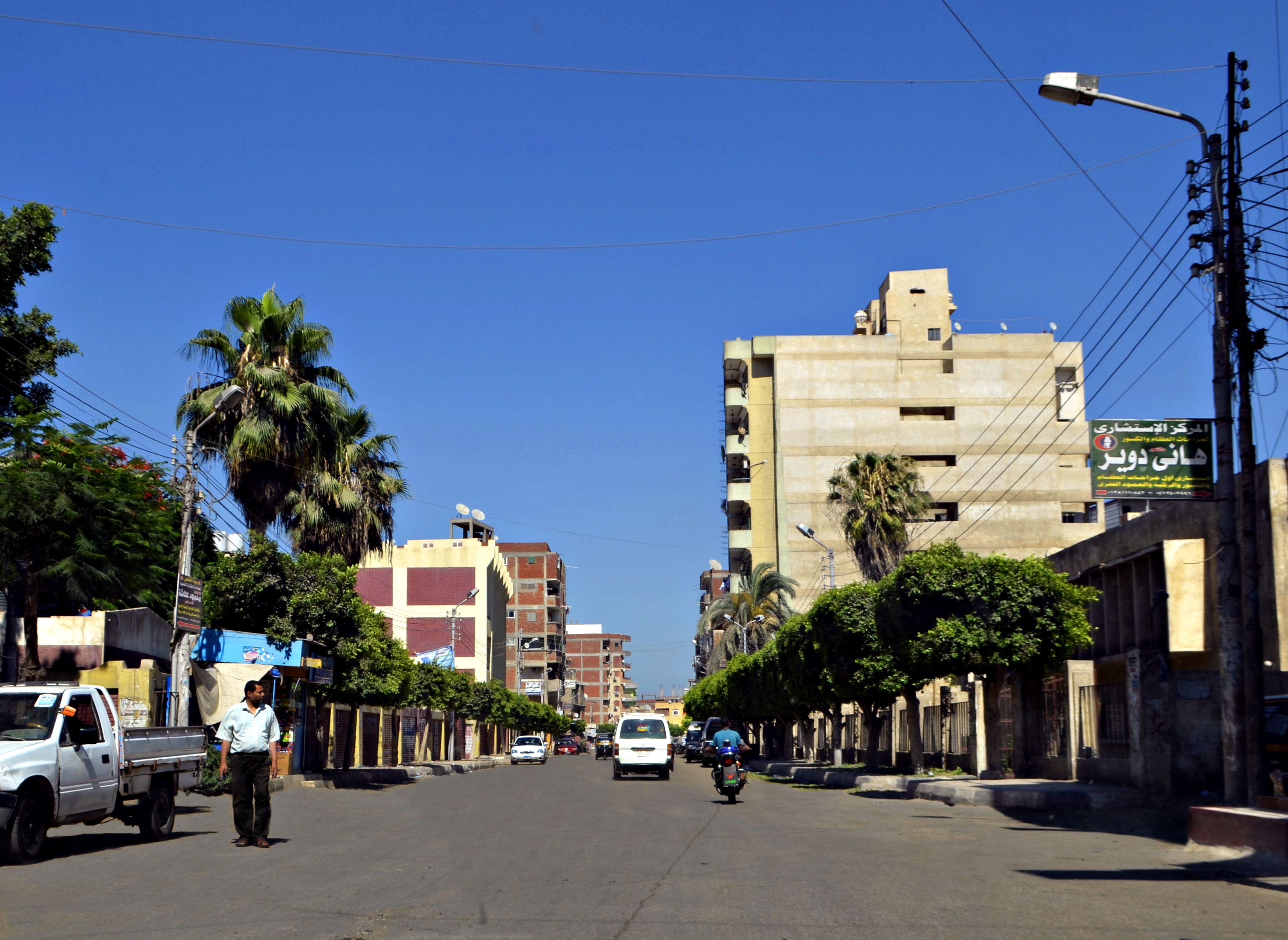
أحد شوارع المدينة.
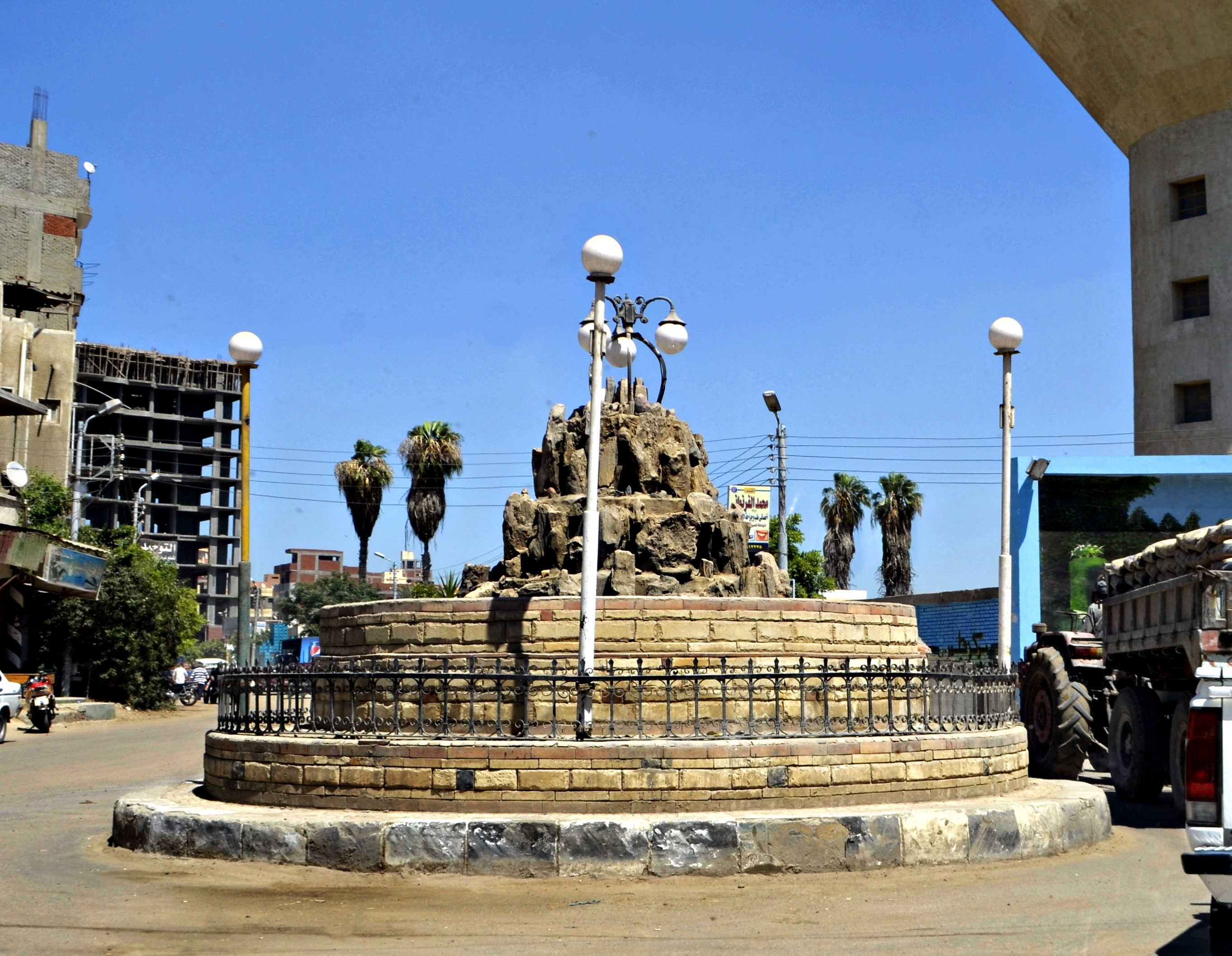
أحد ميادين المدينة.
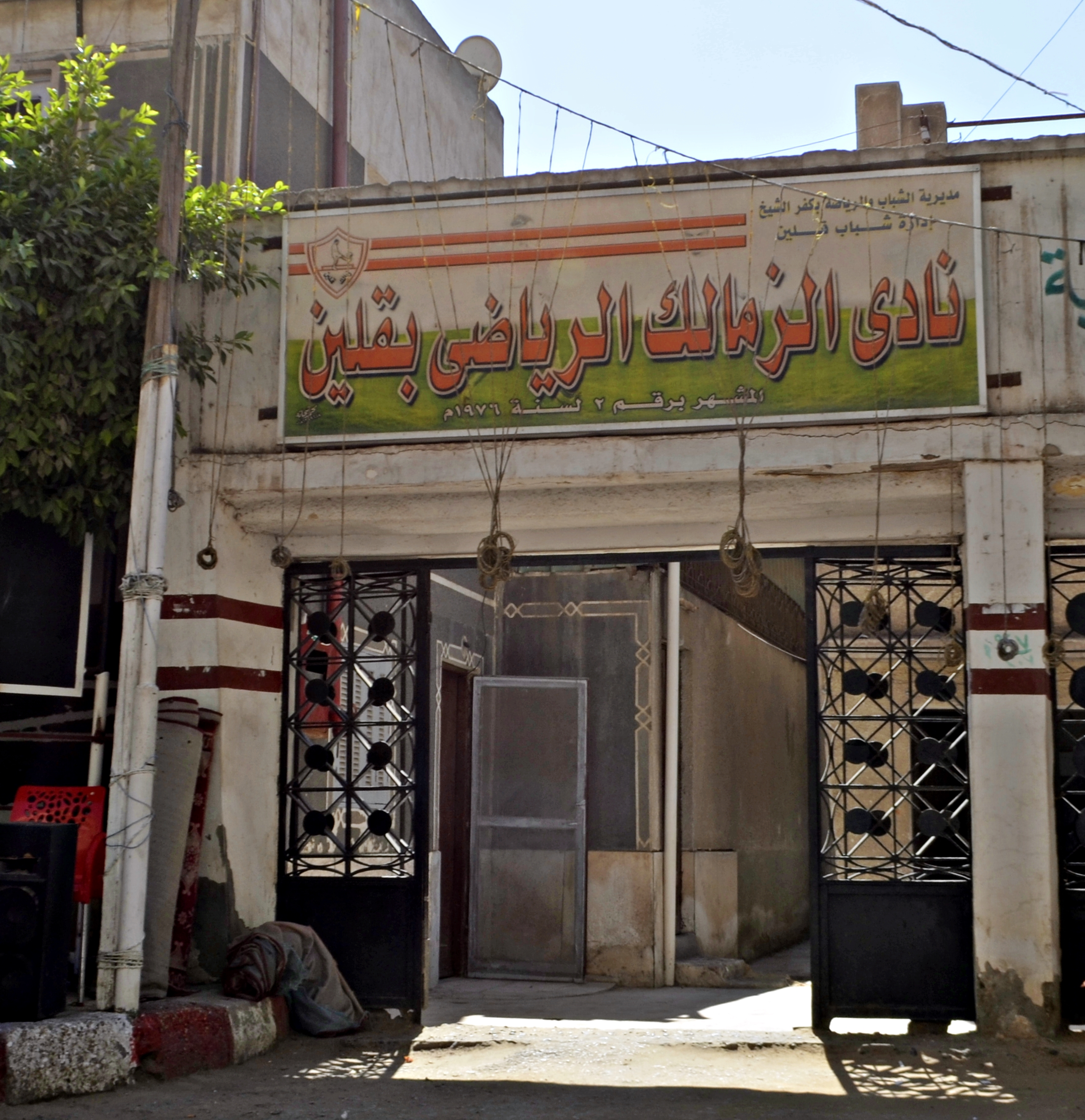
نادي زمالك قلين، أنشئ عام 1976؛ منذ 49 سنوات.
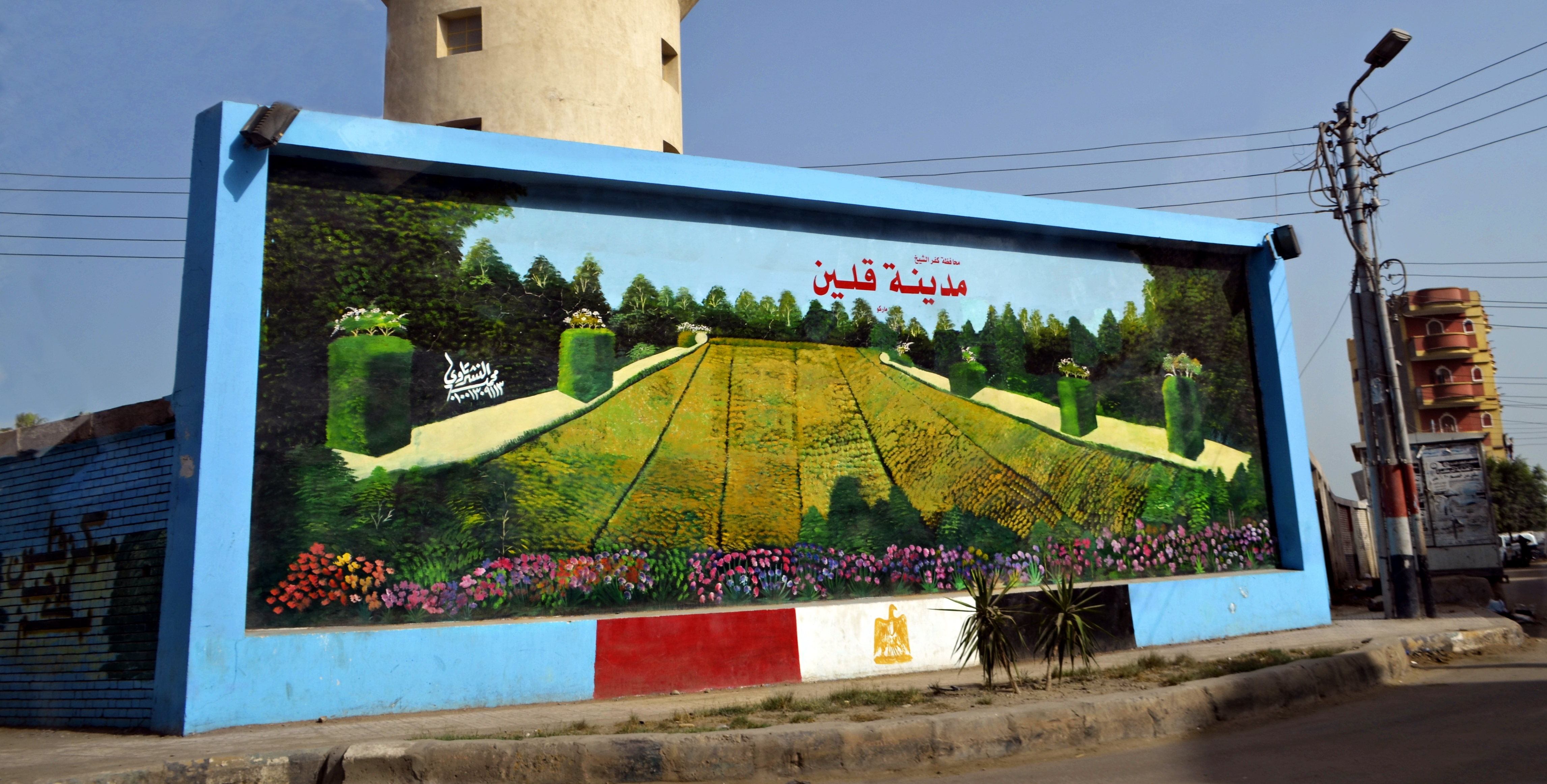
جدارية تحمل اسم المدينة.